# 福井俊博
福井 俊博（ふくい としひろ、Dean、Tammy、Ryoh☆彡）は、日本のベーシスト、作曲家。SYXE、BREAMER、Cyber to KOBUSHI、999-three nine-などで活動。実業家でもある。

## 概要
1980年代より現在まで長い間活動するベーシスト、作曲家。数々のバンドに正式メンバー、サポートメンバー含めて参加してきたが、現在は活動休止中。所属バンドが変われば音楽のコンセプトも変わるので、ステージネームも変えることをポリシーとしている。DamageではTOSHI、SYXEではDean、CYBER to KOBUSHIではりょう、999-three nine-ではRyoh☆彡を名乗っている。ギブソン・エクスプローラー、B.C.リッチ・ワーロックを使用し、変形ベースがトレード・マークにもなっている。

## 略歴
1980年代から、DAMAGE、SYXE等、数々のハードロック・バンドでベーシスト活動を行う。SYXE活動休止後はスタジオ・ミュージシャンとして数々のレコーディングに参加する。
1992年、「BREAMER」に参加。
音楽活動をしながら、イベント制作会社「Office Wish」を起業。
1997年、大阪市に飲食店「Bar ALIVE!」を開店。
2000年、「Cyber to KOBUSHI」に参加。
2003年、イベント等の企画プロデュース、広告・プロモーション・販売促進企画、アーティストの招聘およびマネージメント、電子機器等の企画・製造・販売を主な業務とする「有限会社アクターズ・クリエーターズ」を起業。
2004年、大阪市東心斎橋にライブハウス「Club ALIVE!」を開店。（2015年閉店）
2005年、「999-three nine-」に加入。（2015年活動休止）